# Pyrosejus
Genre
Pyrosejus est un genre d'acariens mesostigmates de la famille des Pyrosejidae.

## Liste des espèces
- Pyrosejus prionotus Lindquist & Moraza, 1993
- Pyrosejus verticis Karg & Schorlemmer, 2011

## Publication originale
- Lindquist & Moraza, 1993 : Pyrosejidae, a new family of trigynaspid mites (Acari: Mesostigmata: Cercomegistina) from Middle America. Acarologia, vol. 34, n. 4, p. 283-307.